# 大叶珍珠菜
大叶珍珠菜（学名：Lysimachia stigmatosa）为报春花科珍珠菜属的植物，是中国的特有植物。分布在中国大陆的江西、安徽等地，一般生长在山地杂木林下以及路边潮湿地，目前尚未由人工引种栽培。